# Hitman
Hitman es una serie de videojuegos de sigilo disponible en la mayoría de los formatos modernos. La trama de los videojuegos gira en torno a un hombre llamado Agente 47 (o simplemente «47»), que es el producto de experimentos de mejoras genéticas y creación de superhombres, especialmente diseñado para asesinar cuando se lo contrata. Los juegos contienen una considerable cantidad de violencia y están catalogados "Mature +17" (para mayores de 17) en la ESRB y "+16" (para mayores de 16) en el sistema PEGI.
La serie de juegos de Hitman están desarrollados por la empresa danesa IO Interactive, desde hace algún tiempo, división de Eidos Interactive. 
Ocho han sido los videojuegos lanzados a la venta: Hitman: Codename 47 (2000), Hitman 2: Silent Assassin (2002), Hitman: Contracts (2004) Hitman: Blood Money (2006), Hitman: Absolution (2012), Hitman (2016), Hitman 2 (2018) y Hitman 3 (2021). Los juegos han sido muy valorados en el aspecto musical, siendo así Jesper Kyd el encargado de su banda sonora, con ayuda de la orquesta sinfónica de Budapest.
El 21 de noviembre de 2007 se estrenó la película, protagonizada por Timothy Olyphant, que aunque en general no recibió críticas muy positivas obtuvo un buen margen de ganancias en taquilla. Una segunda película, titulada Hitman: Agent 47, fue estrenada el 21 de agosto de 2015, con el actor Rupert Friend interpretando al Agente 47.

## Videojuegos
| Título del juego                          | Año de lanzamiento | Plataforma(s)                                                           | Descripción |
| ----------------------------------------- | ------------------ | ----------------------------------------------------------------------- | --- |
| Hitman: Codename 47                       | 2000               | PC                                                                      | Es el primer juego de Hitman, en el que lo conocemos como un asesino a sueldo sin escrúpulos.                                                                                     |
| Hitman 2: Silent Assassin                 | 2002               | xbox, GameCube, PS2, OnLive, PC                                         | Segundo juego de Hitman, en el que el Agente 47 se ve obligado a volver a su antigua vida de asesino.                                                                             |
| Hitman: Contracts                         | 2004               | Xbox, PS2, PC                                                           | Tercer juego de Hitman. Su precursor es el Hitman: Silent Assassin. |
| Hitman: Blood Money                       | 2006               | Xbox, PS2, Xbox 360, OnLive, PC                                         | El Agente 47 tendrá que vérselas con "La Franquicia", que pretende terminar con su agencia                                                                                        |
| The Hitman Collection                     | 2006               | PC                                                                      | Recopilación de los tres primeros juegos de Hitman, solo en Europa. |
| Hitman: Blood Money (Collector's Edition) | 2006               | PC                                                                      | Versión para coleccionistas del Hitman: Blood Money que incluye un DVD con extras.                                                                                                |
| The World of Hitman                       | 2006               | PC                                                                      | Recopilación de los cuatro primeros juegos de Hitman, que incluye un DVD con extras.                                                                                              |
| Hitman Triple Pack                        | 2007               | PS2, PC                                                                 | Recopilación de los juegos segundo, tercero y cuarto de la saga. |
| Hitman: Ultimate Contract                 | 2009               | PC                                                                      | Recopilación de los cuatro primeros juegos de Hitman, solo en Inglaterra. |
| Hitman: Collection                        | 2009               | PC                                                                      | Recopilación de los cuatro primeros juegos de Hitman, solo en Europa. |
| Hitman: Sniper Challenge                  | 2012               | Xbox 360, PS3, PC                                                       | Es un desafío que da preámbulo a Absolution. El Agente 47 tiene que matar en Chicago utilizando un arma francotiradora.                                                           |
| Hitman: Absolution                        | 2012               | Xbox 360, PS3, PC                                                       | El Agente 47 tiene que matar a Diana Burnwood que deja en descubierto a la agencia más importante.                                                                                |
| Hitman: HD Trilogy                        | 2013               | Xbox 360, PS3                                                           | Recopilación de Hitman 2, Contracts y Blood Money en formato HD, incluye doblaje al español solo en la versión de PS3 para los 3 juegos.                                          |
| Hitman GO                                 | 2014               | IOS, Android, PC, PS4, PS Vita                                          | Juego de puzles. |
| Hitman: Sniper                            | 2015               | Android, IOS                                                            | Juego de Hitman para móviles, en el cual el Agente 47 viaja hasta Montenegro para completar contratos asesinando objetivos desde una posición fija con un rifle de francotirador. |
| Hitman                                    | 2016               | Xbox One, PS4, PC, Stadia                                               | Videojuego episódico. Prólogo de la saga que empieza con el ingreso del Agente 47 en la ICA. El Agente 47 debe cumplir contratos eliminando objetivos alrededor del mundo.        |
| Hitman 2                                  | 2018               | Xbox One, PS4, PC, Stadia                                               | Secuela del videojuego Hitman de 2016. |
| Hitman 3                                  | 2021               | Xbox Series X\|S, PC ,PlayStation 4 (PS4), PlayStation 5 (PS5) , Stadia | Secuela del videojuego Hitman 2 de 2018. |

## Argumento

### Historia
Es incierta la historia del agente 47 (personaje principal) antes de los eventos mostrados en los videojuegos, pues en la premisa, solo despierta en un manicomio, atado de manos y pies, donde el Dr. Ort-Meyer, a través de un altavoz, va guiando a 47 para que salga de ahí. Una vez afuera inmediatamente trabaja para la Agencia ICA y su único contacto es Diana, quien le da las misiones, información y el armamento que necesita para cumplir sus objetivos. Después de cumplir varias misiones, que van desde China, hasta Colombia, termina en el mismo manicomio de donde salió, porque el doctor Ort-Meyer quiere asesinarle, y le tiende una trampa haciéndole creer que matará a un objetivo en el manicomio, pero en realidad es el objetivo del Dr. Ort-Meyer ya que creó clones de 47 para asesinarle. Después de arreglárselas y eliminar sus clones, se encuentra con el Dr. Ort-Meyer a quien finalmente asesina. Una vez hecho esto, escapa de cientos de policías que el mismo Ort-Meyer llamó como parte de su trampa. 
Al salir del hospital, años después, se encuentra en un monasterio en Sicilia (Italia), amigo del Padre Vittorio y habiendo decidido dejar el mal para hacer el bien. Se ha dedicado al servicio de Dios, y se encuentra disfrutando de la paz y la tranquilidad. Todo parece ir bien hasta que un día, unos mafiosos irrumpen en el monasterio para secuestrar al Padre Vittorio sin razón aparente alguna. Rápidamente 47 desentierra su pasado, sus armas y equipamiento para ponerse en contacto con Diana a quien pide ayuda para rescatarlo, pero Diana le recuerda que no tiene con qué pagar ya que su dinero había sido donado al monasterio. El trato fue sencillo, él daba a cambio sus servicios. Después de recibir la ayuda de la ICA, termina haciendo misiones para pagarles, además de que mientras hace las misiones averiguas más acerca del secuestrador. Sus misiones van desde Rusia, Japón, Malasia y Afganistán hasta la India. Al terminar le informan que el secuestrador está en el mismo monasterio con su amigo, el Padre Vittorio, y al llegar se da cuenta de que quiere asesinarle. Después de arreglárselas con sus matones, enfrenta a Sergei Zavorotko, quien fue el secuestrador original y lo asesina, salvando la vida del padre Vittorio, finalmente comprendiendo que no encontraría la paz que busca en un lugar así, deja el monasterio y vuelve a la Agencia.
Tiempo después, vuelve a trabajar para la misma Agencia, pero en una de sus misiones le hieren de gravedad. 47, casi moribundo, llega a la habitación de un hotel donde estaba quedándose y agonizando pierde el conocimiento por varias horas, recordando algunas de sus misiones pasadas. Cuando despierta, una multitud de policías está afuera esperando por él, y varios grupos están en el edificio inspeccionando habitación por habitación. Finalmente, evade los cuerpos policíacos y la ICA le proporciona un avión en el cual logra escapar. En el asiento detrás de 47 va Diana, quien le sugiere alejarse por un tiempo de ese trabajo.
Tiempo después, vuelve a trabajar para la ICA. Sigue cumpliendo misiones para la ICA variadas y en diferentes lugares, hasta que termina la última que es asesinar al vicepresidente de los Estados Unidos y a Mark Parchezzi III en la Casa Blanca para evitar el asesinato del presidente. Al terminar, Diana le busca en su escondite y le advierte que van a asesinarle. Después le inyecta una dosis de sedante que hace parecer que está muerto. En su funeral, Diana le entrega sus emblemáticas pistolas y despierta del estado en el que estaba solo para asesinar a todos sus enemigos que estaban reunidos en ese lugar.
Luego de varios años, 47 recibe una nueva misión: asesinar a Diana; ya que la misma había "traicionado" a la Agencia y se había llevado a una chica en la cual estaban muy interesados. 47 se infiltra en la casa de Diana, repleta de guardias de seguridad privada, y al encontrarla en el baño, le dispara con su silverballer. Diana moribunda le dice a 47 que lo que había hecho fue lo correcto, y que todos tenían sus límites: la chica había sido parte de un experimento bajo el mando de Benjamin Travis. Diana le encarga que sobre todas las cosas cuide a Victoria (la chica). Luego, el agente 47 se lleva a Victoria a un orfanato, donde la reciben alegremente. 47 comienza la investigación acerca de por qué estaban tan interesados en ella. Luego de varias misiones, irrumpen en el orfanato y la secuestran. 47 hace todo lo posible por rescatarla de Blake Dexter, su secuestrador. Finalmente lo logra y lo asesina. En ese tiempo, descubre que Victoria es una modificación genética creada a partir del trabajo del doctor Ort-Meyer, pero no tan perfecta puesto que requería un collar siempre con ella para que sobreviviese. Después de todo, se dirige al cementerio, donde se encontraba Travis hallando la tumba de Diana Burnwood para asegurarse de que estuviese muerta, en donde lo asesina junto al resto de sus guardias. A pesar de todo Diana sobrevive y se queda viviendo con Victoria en su casa, y vuelve a ser reincorporada a la Agencia.

### Personajes principales o recurrentes
1. Agente 47. Un clon creado a partir de la manipulación genética (recombinación de ADN) de cinco de los criminales más peligrosos del mundo. El hecho de que el ADN viniese de múltiples etnias, permite a 47 mezclarse en cierto grado en la mayoría de los países en el mundo, o al menos no parecer inmediatamente sospechoso y fuera de lugar. Su nombre viene de los últimos dos dígitos del código de barras situado en la parte trasera de su cabeza – 640509-040147. Él es alto, carente de cabello, ojos azules claros , sin sentido individualista, normalmente viste un traje con guantes negros de piel y una corbata roja, también habla con un suave y sofisticado acento británico; además de ser conocido por disfrazarse a sí mismo. Creado de la concepción de ser el asesino perfecto, la fuerza, velocidad e intelecto del agente 47 están sobre la media humana. El agente 47 es doblado por David Bateson.
2. Diana Burnwood (contacto de 47 en la Agencia reconocida por 47 solo por su voz. Únicamente aparece en Hitman: Absolution (la cual es disparada por el mismo). En Hitman: Contracts aparece detrás de 47 en un avión y casi no se la puede ver; en Hitman: Blood Money, aparece físicamente pero su rostro nunca es mostrado).
3. Dr. Ort-Meyer (creador de los clones de 47).
4. Agente Smith (amigo de 47 que casi siempre es secuestrado para ser luego rescatado por 47).
5. Lee Hong (líder de los Red Dragon, tríada china). Mei Ming, conocida en el Hitman original como Lei Ling, es una prostituta de Hong Kong propiedad del señor del crimen Lee Hong. Es la primera mujer que ha besado alguna vez a 47, aunque éste reaccionase con desagrado. En la película Hitman, la actriz Olga Kurylenko interpreta a Nika Boronina, que podría hacer referencia a este personaje, la prostituta del presidente ruso Mijaíl Belicoff que parece sentir cierta atracción hacia 47.
6. Frantz Fuchs (terrorista internacional)
7. Dr. Odon Kovacs (compañero del Dr. Ort-Meyer).
8. Arkadij 'Boris' Jegorov (traficante de armas).
9. Pablo Belisario Ochoa (traficante de drogas).
10. Sergei Zavorotko ("Tío" de 47, que secuestra al Padre Vittorio, amigo de 47, y luego es asesinado por este último)
11. Alexander Leland Cayne (antiguo director del FBI y actual líder de La Franquicia) .
12. Mark Parchezzi III 'El Albinox'
13. Agente 17 (clon del agente 47 que trabaja para Zavorotko, con sus mismas características físicas. Muere en San Petersburgo a manos de 47).
14. Benjamin Travis. Edad: 43 años (1969 - 2012). Ex-operador de la ICA (rango gamma). Profesional del ejército entre 1990 y 1999. Sirvió en los marines de Estados Unidos. Recibió una estrella de bronce por comportamiento heroico en la operación "Tormenta del desierto". Expulsado por conducta deshonrosa en diciembre del 99 tras varias operaciones encubiertas no autorizadas. Obtiene el indulto tras una intervención en la ICA de tipo 6. Se alista en febrero de 2001 en la ICA, donde supera rápidamente todas las expectativas. Es especialista en operaciones violentas y de alto impacto. Demuestra dotes de liderazgo e innovación. Se desenvuelve con naturalidad en escenarios conflictivos. Fue artífice de numerosos programas e iniciativas para la agencia. Reemplaza a Diana Burnwood en Hitman Absolution.